# Hestebønne
Hestebønne (Vicia faba), også kendt som favabønne, valsk bønne og vælsk bønne, er en etårig art i ærteblomst-familien. Det er ikke en bønne, men en vikke. Blomsten er hvid og normalt fra fra 40 til cirka 90 cm høj. Planten indeholder cirka 32% proteiner, noget som gør den velegnet til dyrefoder.
Favabønner bruges, sammen med kikærter, til at lave falafel, som er en populær form for fastfood  i Mellemøsten. De kan også bruges til at lave grød og brød, imens stegte fababønner bliver brugt som snacks.
Hans Kongelige Højhed, Prinsgemal Henrik (1934-2018) regnede hestebønner som en
af de bedste grønsager. Citat fra udsendelsen “Hofretter” på DR.